# Olympia 1988
Albums de Herbert Léonard
Laissez-nous rêver
(1987) Je suis un grand sentimental
(1989)
Olympia 1988 est un album en concert de Herbert Léonard enregistré à l'Olympia et sorti en 1988.

## Liste des titres
1. Laissez-nous rêver (4 min 53 s)
2. Sébastien
3. Ça commence comme ça (4 min 26 s)
4. Commencez sans moi (5 min 37 s)
5. Puissance et gloire (2 min 59 s)
6. Est-ce que tu penses à moi (3 min 34 s)
7. Petite Nathalie (5 min 28 s)
8. Pour le plaisir (4 min 49 s)
9. Sur des musiques érotiques (7 min 17 s)
10. C'est trop (strip d'enfer) (3 min 28 s)
11. J'efface un rêve (4 min 39 s)
12. Mon cœur et ma maison (4 min 37 s)
13. J'ai peur pour elle (3 min 42 s)
14. Quand tu m'aimes (3 min 30 s)
15. Tu ne pourras plus jamais m'oublier (8 min 37 s)
16. Quelque chose tient mon cœur (3 min 51 s)
17. Laissez-nous rêver (reprise) (1 min 27 s)